# Метод теплової облямівки
Ме́тод тепло́вої облямі́вки (рос. метод тепловой оторочки; англ. method of a thermal fringe, нім. Erwärmung f der Schichten, Schichterwärmungsverfahren n) — теплофізичний метод підвищення нафтовилучення, за якого в поклад високов'язкої нафти теплоносій нагнітають у вигляді нагрітої облямівки розміром понад 0,3-0,4 об'єму оброблюваного пласта, а потім форсовано проштовхують її по пласту холодною водою, яка нагрівається теплотою, що акумулювалася в пласті за тепловим фронтом витіснення.